# Grasgrün

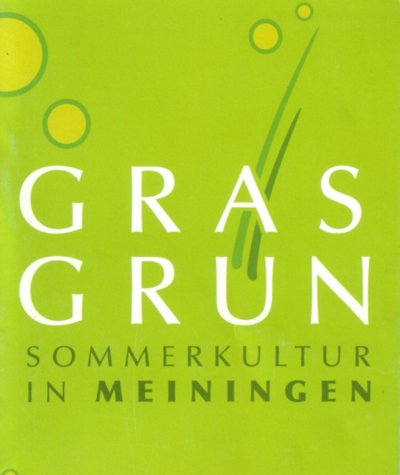
Logo von Grasgrün

Grasgrün (Eigenschreibweise: GRASGRÜN) „Sommerkultur in Meiningen“ ist ein Festival, das seit 2012 jährlich in der südthüringischen Kreisstadt Meiningen stattfindet. Es bündelt unterschiedliche kulturelle Angebote in der Sommerferienzeit unter einem Label. Der Name des Festivals betont den Open-Air-Charakter der Veranstaltungsreihe.

## Allgemein
Durch die Zusammenarbeit der Stadt Meiningen mit dem Staatstheater Meiningen, der evangelischen Kirchgemeinde und des MDR bietet Grasgrün eine große Diversität an kulturellen Veranstaltungen in Form von Konzerten (Klassik, Weltmusik, Crossover, Jazz), Oper und Schauspiel. Eine Besonderheit der im Juli und August stattfindenden Veranstaltungsreihe ist der Open-Air-Charakter. Verschiedene Locations im Meininger Stadtgebiet dienen als Bühne für die einzelnen Programmpunkte, beispielsweise der Innenhof des Schlosses Elisabethenburg oder der Schlosspark.
Zum Programm, das sich sowohl an breite Publikumsschichten in der Region als auch an Kulturtouristen wendet, gehören jedes zweite Jahr das Sommertheater mit der INSELbühne Leipzig, Konzerte vorrangig aus den Genres Jazz und Weltmusik, der Meininger Orgelsommer und alternierend das Sommerfest des Meininger Theaters und die Konzerte der Meininger Hofkapelle im Meininger Dampflokwerk. Das Hörspielwochenende „Parkgeflüster“ fügte dem Festival von Beginn an einen familientauglichen Programmpunkt hinzu.
Durch das Festival sollen die verschiedenen kulturellen Angebote, die die Theaterstadt Meiningen in den theaterfreien Sommermonaten bietet, zu einer Marke geeint und durch die gemeinsame Vermarktung und Bewerbung eine größere Wahrnehmung regional und überregional erzielt werden.

## Geschichte

### 2012
Im ersten Jahr lockten 13 Veranstaltungen, unter anderem das Sommertheater mit der INSELbühne, Konzerte der Meininger Hofkapelle, der Meininger Orgelsommer und das Hörspielwochenende „Parkgeflüster“, die Besucher aus Meiningen und der Region an.

### 2013
Im Folgejahr waren es bereits 33 Veranstaltungen, die sich an die verschiedensten Zielgruppen richteten. Besondere Aufmerksamkeit wurde den Künstlern des MDR-Musiksommers, darunter das Akkordeon-Ensemble Motion Trio und das Duo Friend’n Fellow, sowie den Konzerten im Rahmen des Orgelsommers, welche die Meininger Stadtkirche als Schauplatz des Festivals mit einbezogen, zuteil. Auch die INSELbühne Leipzig stellte sich für ein erneutes Gastspiel zur Verfügung.

### 2014
2014 standen musikalisch zwei Bläser-Ensembles im Mittelpunkt: zunächst die Norwegerin Tine Thing Helseth mit ihrem zehnköpfigen Ensemble tenThing und anschließend die weltbekannten Musiker der rumänischen Brassband Fanfare Ciocărlia, die beide jeweils rund 400 Besucher in den Schlosshof zogen. Aus Anlass des 100. Todestages von Herzog Georg II. von Sachsen-Meiningen wurde der Innenhof des Meininger Schlosses zum Schauplatz einer für die Region vollkommen neuen Kunstform: Die Fassade des Rundbaus von Schloss Elisabethenburg wurde mit einer Fassaden-Projektion bespielt, die einen zehnminütigen Film zur Meininger Theatergeschichte zeigte. Erstmals wurden von Studierenden der Bauhaus-Universität Weimar interaktive Elemente öffentlich im Rahmen dieses Projektes eingesetzt.

### 2015
In diesem Jahr waren die Höhepunkte die Auftritte der Blechbläser-Band Canadian Brass aus Toronto, der Band Element of Crime, der portugiesischen Jazz-Sängerin Maria João mit dem Mario-Laginha-Quartett und der Norwegerin Rebekka Bakken. Wieder zu Gast war die Inselbühne Leipzig und es trat die Crossover-Band Uwaga auf. Weiter fand das 4. Meininger Hörspielwochenende „Parkgeflüster“ im Schlosspark statt. Das Meininger Theater veranstaltete im Englischen Garten die Transsilvanischen Nächte mit The Rocky Horror Show und Party-Nächte.

### 2016
Zu Gast waren 2016 das Leipziger A-cappella-Quintett Voxid, die Heidelberger Band DePhazz, die aus Chicago stammende Sängerin Marla Glen, die Franzosen Vincent Peirani & Émile Parisien mit „Belle Epoque“ und Zucchini Sistaz mit „Dinner in Green“ im Park des Georgenkrankenhauses. Des Weiteren fanden das 5. Meininger Hörspielwochenende „Parkgeflüster“ im Schlosspark, der Orgelsommer mit acht Veranstaltungen in der Stadtkirche, das Konzert „Very british“ der Meininger Hofkapelle im Dampflokwerk und der MDR Thüringen Sommernachtsball im Englischen Garten statt.

### 2017
Musikalische Highlights waren 2017 der Jazz-Musiker Till Brönner, die russische Band Iva Nova und die argentinische Gruppe Otros Aires, die beim Argentinischen Sommerball „Noche de mùsica“ auftrat. Das Staatstheater Meiningen schloss im Rahmen des Festivals die Spielzeit 2016/2017 mit einem Sommerfest im und um das Theater ab. Das Hörspielwochenende "Parkgeflüster" fand zum sechsten Mal statt. Zu Gast war in diesem Jahr wieder die INSELbühne Leipzig. Des Weiteren gastierte der MDR-Musiksommer mit dem Akkordeonisten Martynas Levickis aus Litauen und der Gruppe Signum Quartett aus Köln.

### 2018
Die Sommerkultur in Meiningen fand 2018 mit 23 Veranstaltungen vom 27. Juni bis 29. August statt. Zu den Gästen zählten im Rahmen des MDR-Musiksommers die Elbtonal Percussion aus Hamburg, des Weiteren die Band Kimmo Pohjonen Skin Trio aus Finnland, Konstantin Wecker & Jo Barnikel mit ihrem Programm „Solo zu zweit“, die Vocal-Pop-Gruppe Voxid aus Leipzig mit dem Programm „Shades of Light“ und die belgische Sängerin Sarah Ferri mit ihrem Album „Displeasure“ (Soul, Blues, Jazz). Weitere Programmpunkte waren die Sommerfilmnächte (u. a. Dirty Dancing und Saturday Night Fever), die Rockveranstaltung Live am Berg mit Stargast Markus und der Meininger Orgelsommer (u. a. mit dem Worcester College Chapel Choir aus Oxford, Paolo Oreni aus Mailand, Istvan Ella aus Budapest und Jonathan Dimmock aus San Francisco).

### 2019
Grasgrün fand im Jahr 2019 vom 3. Juli bis zum 28. August statt. Zu den Höhepunkten gehörten die portugiesische Sängerin Carminho, Wenzel & Band aus Berlin, die weibliche A Cappella-Popband medlz aus Dresden, der schwedische Jazzmusiker Nils Landgren und die Norwegerin Rebekka Bakken mit Band. Des Weiteren wurden vier Filme bei den Sommerfilmnächten gezeigt, darunter Pretty Woman und Bohemian Rhapsody. Neben dem Meininger Orgelsommer und mehreren Vorstellungen des Meininger Staatstheaters trat das Kabarett academixer auf.

### 2020
Infolge der Corona-Pandemie mit seinen Einschränkungen fand das Festival in diesem Jahr verkürzt und erstmals ohne internationale Künstler vom 1. bis 29 .August statt. Den Anfang machte das 8. Meininger Hörspielwochenende „Parkgeflüster“ im Schlosspark. Diesjährige Gäste waren unter anderem Christine Zart mit ihrem „Janis & The Kozmic Flowers A Tribute To Janis Joplin“-Programm, die Band Keimzeit, die Liedermacher Michael Gerlinger und Stefan Groß, das „Kunstfest Weimar unterwegs“ mit zwei Programmauftritten und der MDR-Musiksommer.

### 2021
Das Festival wurde 2021 wegen der Pandemie wieder etwas eingeschränkt vom 16. Juli bis 21. August durchgeführt. Höhepunkte waren die Konzertauftritte mit der polnischen Weltmusik-Band Kroke, mit Mark Scheibe & Band (Jazz) und dem ukrainischen Musiker Yuriy Gurzhy, Mitbegründer der Band Rotfront und bekannt durch die Russendisko. Beim Sommertheater kamen das Bühnenstück „Die Legende von den 365 Kindern“ des SAT-Fördervereins Meiningen und das Schauspiel „Dressur des Geistes“ der Kulturbühne Meiningen mehrmals zur Aufführung. Des Weiteren fanden Sommerfilmnächte mit den Streifen „Nightlife“, „Jojo Rabbit“, „Hostess“ und „Es ist zu deinem Besten“ statt. Beim Meininger Orgelsommer spielten unter anderem Thorsten Pech & Uwe Komischke, Michael Schütz, Mami Nagata aus Japan und der Ungar István Ella.

### 2022
Gäste bei dem vom 30. Juli bis 28. August stattgefundenen Festival waren unter anderem der Jazzchor Freiburg mit Gast Joo Kraus, die Musikerin Katharina Franck, die Sängerin und Liedermacherin Dota mit Band, die Cellistin Marie Spaemann und der Akkordeonist Christian Bakanic aus Österreich sowie die Schweizer Jazzformation Hildegard lernt fliegen. Die Sommerfilmnächte zeigten vier Spielfilme, darunter The Ice Road und Monsieur Claude und sein großes Fest. Teil des Festivals waren auch wieder der Meininger Orgelsommer und das Oldtimertreffen.

### 2023
Die Sommerkultur in Meiningen findet 2023 mit 21 Veranstaltungen vom 28. Juli bis 29. August statt. Zu den Gästen zählen Adele Neuhauser und das Trio Edi Nulz mit dem Programm „MYTHOS. Was uns die Götter heute sagen“, das Sommertheater mit der INSELbühne Leipzig („Geheimnisse“), der spanische Jazzsaxofonist und Flamencosänger Antonio Lizana, die sizilianische Sängerin Etta Scollo, Christine Zart & Band mit dem Programm „MORE KOZMIC SOUL“ und der MDR-Musiksommer. Weitere Programmpunkte sind die Sommerfilmnächte mit vier Spielfilmen, darunter Rache auf Texanisch und Whitney Houston: I Wanna Dance with Somebody sowie der Meininger Orgelsommer in der Stadtkirche.

### 2024
Grasgrün fand im Jahr 2024 vom 27. Juli bis zum 22. September statt. Zu den Höhepunkten gehörten das Meininger Weinfest mit der Band Engerling und dem Duo „Neonlicht“, das Konzert mit Friend'n Fellow & East West Connection, der französische Saxophonist Guillaume Perret, der amerikanische Trompeter und Flügelhornist Randy Brecker mit Rudiger Baldauf „Trumpet Night“ & Friends und die Band Quadro Nuevo mit „Happy Deluxe“. Des Weiteren wurden vier Filme bei den Sommerfilmnächten gezeigt, darunter Barbie und Das Lehrerzimmer. Neben dem Meininger Orgelsommer fand ein Oldtimertreffen statt.